# Fenantridina
La fenantridina è un composto eterociclico aromatico, derivato formalmente dal fenantrene per sostituzione di un gruppo CH centrale con un atomo di azoto. È alla base dei fluorocromi che legano il DNA attraverso l'intercalazione. Esempi di tali coloranti sono bromuro di etidio e ioduro di propidio. L'acridina è un isomero della fenantridina.
La fenantridina fu scoperta da Amé Pictet e H. J. Ankersmit nel 1891 mediante pirolisi del prodotto di condensazione di benzaldeide e anilina. Nella reazione di Pictet-Hubert (1899) il composto si forma in una reazione dell'addotto 2-amminobifenil-formaldeide (una N-acil-o-xenilammina) con cloruro di zinco a temperature elevate.
Le condizioni di reazione per la reazione Pictet-Hubert furono migliorate da Morgan e Walls nel 1931, sostituendo il metallo con ossicloruro di fosforo e usando nitrobenzene come solvente di reazione. Per questo motivo, la reazione è anche chiamata reazione di Morgan–Walls. For this reason, the reaction is also called the Morgan–Walls reaction.
La reazione è simile alla reazione di Bischler–Napieralski e alla reazione di Pictet–Spengler.